# Hesychotypa heraldica
Hesychotypa heraldica là một loài bọ cánh cứng trong họ Cerambycidae.